# 어빈 맥다월
어빈 맥다월(영어: Irvin McDowell, 1818년 10월 15일 - 1885년 5월 10일)은 미합중국의 직업군인이며, 남북전쟁에서는 최초의 대규모 회전인 제1차 불런 전투에서 패배를 겪은 것으로 유명하다.

## 초기 경력
맥다월은 오하이오주 콜럼버스에서 태어났다. 처음엔 프랑스의 트로이 대학에서 공부한 후, 1838년 웨스트포인트의 육군사관학교를 졸업했다. 이때 동급생 중 한 명인 피에르 보우리가드는 훗날 제1차 불런 전투에서 서로 적으로 만나게 되었다. 소위로 임관해 제1 아메리카 포병연대에 배속되었다. 웨스트포인트에서 전술교관을 지낸 후, 미국-멕시코 전쟁에서 존 E. 울 장군의 부관이 되었다. 브에나비스타 전투에서 명예대위가 되었고, 전후엔 총무국장 아래서 일했다. 1856년 총무국의 소령으로 승진했다.

## 남북전쟁
맥다월은 1861년 5월 14일 정규군의 준장으로 승진해 그때까지 전투에서 군대를 지휘해 본 적이 한번도 없음에도 불구하고, 북동 버지니아군의 지휘관에 임명되었다. 이 승진에는 그의 비호자였던 미합중국 재무장관 서몬 P. 체이스의 영향력도 있었다. 맥다월은 자신이 부대의 경험이 부족한 것과 전투에 대한 준비가 이루어지지 않은 것을 알고 있었으나, 워싱턴 D.C.의 정치가들의 압력도 있어서 버지니아주 북부에서 남군에 대한 시기상조인 공격을 감행하기로 마음먹었다. 제1차 불런 전투에서의 전략은 창의적이고 풍부한 것이지만, 야심적이고 복잡한 것이도 해, 그의 군대는 전략을 통해 효과적으로 이것을 실행할 경험이 부족해서 결과적으로는 최대 실패였다.
불런에서 패배한 후, 조지 매클래런 소장이 워싱턴을 수비하던 북군, 포토맥군의 지휘관으로 임명되었다. 맥다월은 새로운 군대 1개 사단을 이끌었으나 매클라렌은 순식간에 그의 군대 지휘계통을 재편성해, 다음해 봄, 맥다월에게는 제1군단 지휘관을 맡겼다. 맥다월 군단은 워싱턴을 지키기 위해 후방에 배치되었고, 매클라렌이 반도 전역을 지휘하고 있을 때 그 지원을 위해 행군하는 것을 기대했다. 그러나 남군 스톤월 잭슨장군의 계곡 전역에서 워싱턴을 공격할 가능성을 두려워해 신경질적이 된 정치가들이 맥다월의 40,000명의 부대를 후방에 그대로 머물게 만들었다.
결과적으로 맥다월, 존 C. 브레몬드 및 너새니얼 P. 뱅크스 각 장군의 독립된 3명의 지휘하는 부대가 존 포프소장의 버지니아군에 재조직해 들어가져, 맥다월은 제3군단을 이끌게 되었다. 시더 마운틴 전투에서의 공적으로 1865년 정규군의 명예소장이 되었으나, 이것은 이어진 제2차 불런 전투에서의 비극으로 비난받았다. 맥다월은 포프가 이 작전중 명령불복종의 용의에서 군법회의를 열어 피츠 존 포터에 대한 증언을 한 것으로 그 책임을 벗었다. 공식으로는 면책되었던 것, 그 후 2년간 실질적으로 군대의 지휘에서 벗어나게 되었다.

## 그 후 임무 및 전후 경력
1864년 7월 태평양방면군의 지휘관에 임명되었다. 훗날 캘리포니아방면군, 제4군관구(레콘스트라션 중의 아칸소주와 루이지애나주의 군정부)및 서부방면군의 지휘관을 역임했다. 1872년 정규군의 항구적인 소장으로 승진했다. 1879년 러더퍼드 B. 헤이스대통령이 시작한 사문위원회가 피츠 존 포터의 사면을 추천하는 보고서를 발행한 것과 동시에 제2차 불런 전투에서의 패배원인의 대부분이 맥다월에게로 돌아가게 되었다. 이 보고서에서 맥다월은 결단이 늦어져, 적절한 상담을 게을리하고 또한 능력부족으로 포터의 정보요청에 대해 무성의한 답변으로 일관하고, 롱스트리트의 부대배치에 대해 포프에게 정보제공을 게을리하는등, 군법에서는 그의 임무였던 북군 좌익의 지휘를 맡은 것을 게을리한것을 지적하였다.
맥다월은 1882년 미육군에서 퇴역하여 캘리포니아주 샌프란시스코의 공원 위원을 맡았고, 1885년에 죽었다. 샌프란시스코 요새에 있던 국립 샌프란시스코 묘지에 매장되었다.

## 참고 문헌
- Eicher, John H., and Eicher, David J., Civil War High Commands, Stanford University Press, 2001, ISBN 0-8047-3641-3.
- Warner, Ezra J., Generals in Blue, Louisiana State University Press, 1964, ISBN 0-8071-0822-7.